# مسلاة

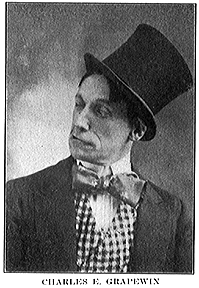
صورة من صحيفة مشهورة للمثل شارلز جريب واين.

المــَسلاة عرض مسرحي هزلي لاذع النقد هدفه التسلية والترفية، وأصل المسلاة أغاني نقدية شائعة انتشرت في شوارع باريس في عهد لويس الرابع عشر، ثم أصبحت مكونات مسرحيات هزلية لا قيمة لها. كانت تعرض في الأسواق والمعارض و عرفت باسم الفودفيل.